# Конститусјон
Конститусјон (шп. Constitución) је општина у Чилеу. По подацима са пописа из 2002. године број становника у месту је био 33.914.

## Демографија
| 2002.  |
| ------ |
| 33,914 |